# Selnica (Velika Gorica)
 Selnica   (régebben Selnica Šćitarjevska) falu Horvátországban Zágráb megyében. Közigazgatásilag Velika Goricához tartozik.

## Fekvése
Zágráb központjától 12 km-re délkeletre, községközpontjától 4 km-re északkeletre, a Túrmező síkságának északi peremén, a zágrábi repülőtér közelében fekszik.

## Története
A település Šćitarjevo plébániájához tartozott és tartozik ma is. 
1857-ben 89, 1910-ben 166 lakosa volt. Trianon előtt Zágráb vármegye Nagygoricai járásához tartozott. 2001-ben 532 lakosa volt.

## Lakosság
| Lakosság változása | Lakosság változása | Lakosság változása | Lakosság változása | Lakosság változása | Lakosság változása | Lakosság változása | Lakosság változása | Lakosság változása | Lakosság változása | Lakosság változása | Lakosság változása | Lakosság változása | Lakosság változása | Lakosság változása |
| ------------------ | ------------------ | ------------------ | ------------------ | ------------------ | ------------------ | ------------------ | ------------------ | ------------------ | ------------------ | ------------------ | ------------------ | ------------------ | ------------------ | ------------------ |
| 1857               | 1869               | 1880               | 1890               | 1900               | 1910               | 1921               | 1931               | 1948               | 1953               | 1961               | 1971               | 1981               | 1991               | 2001               |
| 89                 | 89                 | 71                 | 82                 | 102                | 166                | 126                | 131                | 138                | 141                | 149                | 160                | 230                | 352                | 532                |

## Külső hivatkozások
- Velika Gorica hivatalos oldala
- Velika Gorica turisztikai egyesületének honlapja
- A Túrmező honlapja